# Kabinett Mamin II
Das Kabinett Mamin II bildete vom 15. Januar 2021 bis zum 11. Januar 2022 die Regierung von Kasachstan.

## Kabinettsmitglieder
| Amt                                                                            | Bild                                       | Name                                        |
| ------------------------------------------------------------------------------ | ------------------------------------------ | ------------------------------------------- |
| Premierminister                                                                |                                            | Asqar Mamin bis 5. Januar 2022              |
| Premierminister                                                                | Älichan Smajylow ab 5. Januar 2022         |                                             |
| Erster stellvertretender Premierminister                                       |                                            | Älichan Smajylow                            |
| Stellvertretender Premierminister                                              |                                            | Roman Skljar                                |
| Stellvertretender Premierminister                                              | Jeraly Toghschanow                         |                                             |
| Büro des Premierministers                                                      |                                            | Galymjan Koishibaev                         |
| Außenminister                                                                  |                                            | Muchtar Tileuberdi                          |
| Verteidigungsminister                                                          |                                            | Nurlan Jermekbajew bis 31. August 2021      |
| Verteidigungsminister                                                          | Murat Bektanow ab 31. August 2021          |                                             |
| Innenminister                                                                  |                                            | Jerlan Turghymbajew                         |
| Ministerin für Information und soziale Entwicklung                             |                                            | Aida Balaeva                                |
| Landwirtschaftsminister                                                        |                                            | Saparhan Omarov bis 10. Juli 2021           |
| Landwirtschaftsminister                                                        | Erbol Qaraşukeev ab 10. Juli 2021          |                                             |
| Justizminister                                                                 |                                            | Marat Beketajew                             |
| Minister für Bildung und Wissenschaft                                          |                                            | Aschat Aimaghambetow                        |
| Gesundheitsminister                                                            |                                            | Alexei Zoi                                  |
| Minister für Arbeit und sozialen Schutz der Bevölkerung                        |                                            | Birjan Nurymbetov bis 18. Januar 2021       |
| Minister für Arbeit und sozialen Schutz der Bevölkerung                        | Serik Schäpkenow ab 18. Januar 2021        |                                             |
| Minister für Industrie und Infrastrukturentwicklung                            |                                            | Beibit Atamqulow                            |
| Finanzminister                                                                 |                                            | Jerulan Schamaubajew                        |
| Ministerin für Kultur und Sport                                                |                                            | Aqtoty Raiymqulova                          |
| Minister für Handel und Integration                                            |                                            | Baqyt Sultanow                              |
| Minister für Notfallsituationen                                                |                                            | Yuri Ilyin                                  |
| Minister für Volkswirtschaft                                                   |                                            | Ruslan Dälenow bis 18. Januar 2021          |
| Minister für Volkswirtschaft                                                   | Aset Irgaliyev ab 18. Januar 2021          |                                             |
| Minister für digitale Entwicklung, Innovation und Luft- und Raumfahrtindustrie |                                            | Bağdat Musin                                |
| Minister für Ökologie, Geologie und natürliche Ressourcen                      |                                            | Maghsum Myrsaghalijew bis 9. September 2021 |
| Minister für Ökologie, Geologie und natürliche Ressourcen                      | Serıkqali Brekeşev ab 10. September 2021   |                                             |
| Energieminister                                                                |                                            | Nurlan Noghajew bis 9. September 2021       |
| Energieminister                                                                | Maghsum Myrsaghalijew ab 9. September 2021 |                                             |